# Tom și Jerry și Vrăjitorul din Oz
Tom și Jerry și Vrăjitorul din Oz (engleză Tom and Jerry and the Wizard of Oz) este un film animat direct-pe-video muzical, de comedie și fantezie, ce îi are în distribuție pe Tom și Jerry. A fost lansat în 2011 și produs de studioul de animație Warner Bros. Filmul este o semiadaptare animată a filmului clasic muzical MGM din 1939, Vrăjitorul din Oz, la care se adaugă personajele Tom și Jerry în premisă, ce este văzută din prisma și punctul lor de vedere. Droopy și Butch din desenele animate Droopy ale lui Tex Avery apar și ei în acest film, ca personaje negative minore.
Premiera în România a filmului a fost pe DVD dublat în română, în anul 2011 lansat de compania Adevărul.

## Rezumat
Tom și Jerry nu mai sunt în Kansas. Au plecat în căutarea Vrăjitorului, minunatul Vrăjitor din Oz. Tom și Jerry se avântă dincolo de curcubeu și ajung pe cărarea de cărămizi galbene în noua versiune animată a clasicei povești. Ne întâlnim cu personajele tale favorite: Dorothy, Toto, Sperieciori, Omul de Tinichea, Leul, Vrăjitoarea rea din Vest, Vrăjitorul și mulți alții. Auzim multe din cântecele preferate, inclusiv 'Over the Rainbow'. Și vom râde de inconfundabila pereche șoarece-pisică pe măsură ce se trezesc aruncați într-o tornadă, luptă cot la cot împotriva maimuțelor zburătoare și cu asalt castelul Vrăjitoarei cea rea în încercarea eroică de a-i duce pe Dorothy și Toto (dar și pe ei înșiși), în siguranță, înapoi în Kansas. La urma urmei, nicăieri nu-i mai bine ca acasă.

## Legături externe
- Tom și Jerry și Vrăjitorul din Oz la Internet Movie Database